# 蒙勒赞
蒙勒赞（法語：Monlezun，法語發音：[mɔ̃ləzœ̃]）是法国热尔省的一个市镇，属于米朗德区。

## 地理
蒙勒赞（43°30'0"N, 0°12'47"E）面积17.35 平方千米，位于法国奧克西塔尼大區热尔省，该省份为法国西南部内陆省份，北起顺时针与洛特-加龙省、塔恩-加龙省、上加龙省、上比利牛斯省、大西洋比利牛斯省和朗德省接壤。
与蒙勒赞接壤的市镇（或旧市镇、城区）包括：布卢松-塞里扬、拉韦拉厄、马尔西亚克、帕拉讷、里库尔、圣克里斯托、蒂亚克、特龙桑。

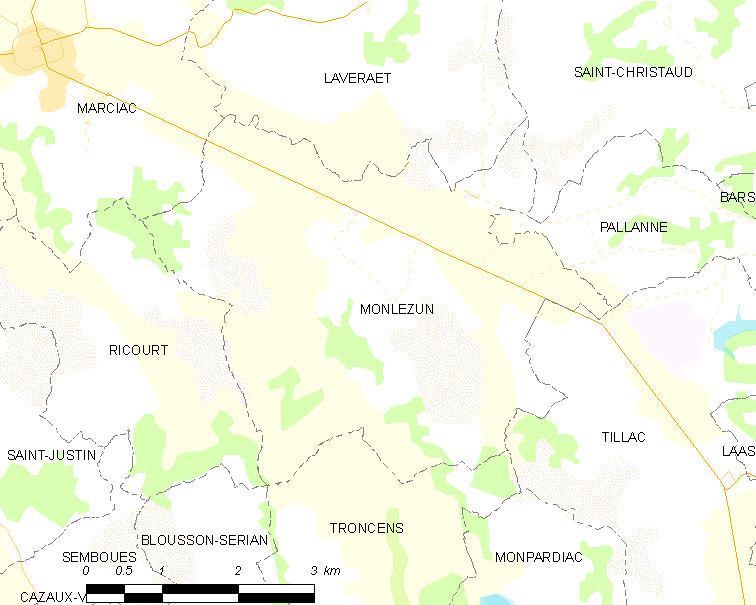
蒙勒赞的OSM定位图

蒙勒赞的时区为UTC+01:00、UTC+02:00（夏令时）。

## 行政
蒙勒赞的邮政编码为32230，INSEE市镇编码为32273。

## 政治
蒙勒赞所属的省级选区为帕尔迪亚克-下河县。

## 人口

1962-2008年间蒙勒赞人口变化图示

蒙勒赞于2022年1月1日时的人口数量为162人。